# Berlaia dissimilis
Berlaia dissimilis is een hooiwagen uit de familie Gonyleptidae. De wetenschappelijke naam van Berlaia dissimilis gaat terug op Mello-Leitão.